# Niviventer culturatus
Niviventer culturatus је врста глодара из породице мишева (лат. Muridae). 

## Распрострањење
Кина је једино познато природно станиште врсте.

## Станиште
Врста Niviventer culturatus има станиште на копну.
Врста је по висини распрострањена до 3.000 метара надморске висине. 

## Угроженост
Ова врста је на нижем степену опасности од изумирања, и сматра се скоро угроженим таксоном.

### Популациони тренд
Популација ове врсте се смањује, судећи по расположивим подацима.